# Aloe rivierei
Aloe rivierei är en grästrädsväxtart som beskrevs av John Jacob Lavranos och Leonard Eric Newton. Aloe rivierei ingår i släktet Aloe och familjen grästrädsväxter. Inga underarter finns listade i Catalogue of Life.